# Гальперин, Александр Львович
Алекса́ндр Льво́вич Гальпе́рин (5 [17] июня 1896, Баку — 12 августа 1960 года, Москва)— советский востоковед. Доктор исторических наук (1947), профессор (1958).

## Биография
В 1922 году окончил историко-филологический факультет Петроградского университета, в 1924 году — Ленинградский институт живых восточных языков.
В 1932—1940 годах преподавал на Восточном / Специальном факультете Военной академии РККА имени М. В. Фрунзе, в 1934—1935 годах — Московском институте востоковедения, в 1941—1946 годах — МГПИ имени В. И. Ленина, в 1945—1960 годах — на историческом факультете МГУ и в Институте восточных языков при МГУ.
В 1934—1940 годах — старший научный сотрудник Института мирового хозяйства и мировой политики, в 1942—1950 годах — Тихоокеанского института АН СССР, с 1950 года — Института востоковедения АН СССР.
Награждён орденом «Знак Почёта».
Похоронен на Введенском кладбище (20 уч.).

## Научное наследие
Автор более 100 работ по истории Японии, международным отношениям в Азиатско-Тихоокеанском регионе.

### Труды
- Японская эмиграция // Мировое хозяйство и мировая политика. — 1927. — № 10—11.
- Голландская Индия // Новый Восток. — Кн. 20—21. — М., 1928.
- Из истории англо-японских отношений. Три союзных договора (1901—1911). — М., 1946.
- Англо-японский союз, 1902—1921 гг. — М., 1947.
- Международные отношения на Дальнем Востоке (1840—1949). — 2-е изд. — М., 1956 (в соавторстве).
- Русская историческая наука о зарубежном Дальнем Востоке в XVII в. — середине XIX в. // Очерки по истории русского востоковедения. — Сб. 2. — М., 1956.
- Очерки новейшей истории Японии. — М., 1957 (в соавторстве).
- Очерки новой истории Японии (1640—1917). — М., 1958 (в соавторстве).
- Очерк социально-политической истории Японии в период позднего феодализма. — М., 1960.